# Goerodes bipertitus
Goerodes bipertitus är en nattsländeart som först beskrevs av Kobayashi 1955.  Goerodes bipertitus ingår i släktet Goerodes och familjen kantrörsnattsländor. Inga underarter finns listade i Catalogue of Life.